# تاكايوكي تاتهإيش
تاكايوكي تاتهإيش (باليابانية: 立石 敬之) (مواليد 8 يوليو 1969)، هو لاعب كرة قدم سابق كان يلعب كلاعب وسط.